# 한국공간정보학회
한국공간정보학회는 1993년 설립된 대한민국의 학술 단체이자 사단법인이다. 소재지는 서울특별시 관악구 남부순환로 1808, 관악센츄리타워 1417호 위치하고 있다.

## 역사
- 1993년 한국GIS학회 창립
- 1993년 9월 한국GIS학회지 창발간
- 1997년 12월 건설교통부 토지정책과로부터 법인 허가
- 1998년 6월 개방형 GIS연구원 발기위원회 발족
- 1998년 12월 정보통신부에서 사단법인 설립인가
- 2004년 12월 사단법인 한국공간정보시스템학회로 명칭 변경
- 2006년 12월 한국공간정보시스템학회 한국학술진흥재단 등재학술지로 선정
- 2010년 한국공간정보학회 통합

## 같이 보기
- 공간정보산업협회
- 한국지형공간정보학회
- 학술